# یواس‌اس باتلر (دی‌دی-۶۳۶)
یواس‌اس باتلر (دی‌دی-۶۳۶) (به انگلیسی: USS Butler (DD-636)) یک کشتی بود که طول آن ۳۴۸ فوت ۳ اینچ (۱۰۶٫۱۵ متر) بود. این کشتی در سال ۱۹۴۲ ساخته شد.